# كيسي سويني
كيسي سويني (بالإنجليزية: Casey Sweeney)‏ هو لاعب كرة قدم ومدرب كرة قدم أمريكي، ولد في 8 يناير 1974 في الولايات المتحدة. لعب مع فيرجينيا بيتش مارينرز.